# 中国驻荷兰大使馆
中华人民共和国驻荷兰王国大使馆（荷蘭語：Ambassade van de Volksrepubliek China in het Koninkrijk der Nederlanden），简称中国驻荷兰大使馆，是中华人民共和国驻荷兰王国的外交代表机构。

## 沿革
中国驻荷兰大使馆前身是1954年11月19日建立代办级外交关系的中国驻荷兰代办处。1972年5月18日，两国升格为大使级外交关系，中国随后设置驻荷兰大使馆。1981年5月11日，因荷兰政府批准公司向台湾出售潜艇，中荷两国外交关系降级为代办级，驻荷兰大使馆变更为代办处。1984年2月1日，两国恢复大使级外交关系。

## 机构设置
根据有关规定，中国驻荷兰大使馆设置下列机构：

### 内设机构
- 政治处
- 领侨处
- 文化科技处
- 教育处
- 经商处
- 办公室

### 总领事馆
- 中国驻威廉斯塔德总领事馆